# Amici, diem perdidi

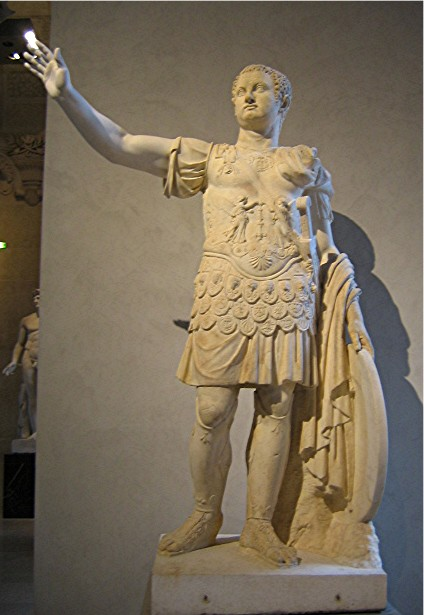
Імператор Тит, якому належить вислів «Друзі мої, я втратив день!»

Amici, diem perdidi —  латинський крилатий вислів. Вислів вживають, кажучи про марно витрачений час, про день, який не приніс ні радості, ні очікуваних результатів, що не був відданий корисній справі.
Згідно  Светонія («Життя дванадцяти цезарів», «Божественний Тит», 8), ці слова належать  Титу, який «відрізнявся рідкісною добротою». «Неодмінною правилом його було жодного прохача не відпустити, чоб не обнадіяли; і коли домашні закидали йому, що він обіцяє більше, ніж зможе виконати, він відповів: „Ніхто не повинен йти сумним після розмови з імператором“. А коли одного разу за обідом він згадав, що за цілий день нікому не зробив доброго, то сказав свої знамениті слова — Друзі мої, я втратив день!».

## Приклади
Катон сказав: «Пропав той день, що без користі пройшов». Але Траян (мало не Тит) ясніше: «О друзі! Загинув мій день — нікому я не прислужився».
Сковорода Г. С. Вибрані твори: В 2 т. — К.: Дніпро, 1972. — Т. 1. — 124 с.
Додому він повертався похмурий і думав: «Amici, diem perdidi»
Подосинов А. В., Щавелева Н. И. Опыт практической латыни // Lingua Latina. Введение в латинский язык и античную культуру. — М.: Прогресс, 1994. — 178 с.